# ازدحام
ازدحام یا شلوغی (به انگلیسی: Stampede) به وضعیتی گفته می‌شود که در آن تعداد زیادی از افراد یا یک گله از جانوران به دلیل تراکم جمعیت دچار آشفتگی و سردرگمی شوند و حرکتشان کنترل‌نشده و بی‌هدف باشد. ازدحام می‌تواند باعث مرگ و جراحت شود. بنابراین رشته تحقیقاتی جدیدی به نام کنترل شلوغی برای مدیریت ازحام ایجاد شده‌است.